# Israel Military Industries

Israel Military Industries také označuje jako TA'AS (hebrejsky תעש- תעשיה הצבאית‎), je izraelský výrobce zbraní. Vyrábí střelné zbraně a střelivo a dodává vojenské technologie pro Izraelské bezpečnostní složky, především pro izraelskou armádu (IDF), i když jeho ruční palné zbraně jsou velmi populární po celém světě.